# Московско-Рязанское отделение железной дороги (футбольный клуб)
Московско-Рязанское отделение железной дороги — советский футбольный клуб из Москвы. Основан не позднее 1967 года. С 1967 года по 1969 год играл в классе «Б» чемпионата СССР.

## Достижения
- 9-е место в зональном турнире РСФСР класса «Б» чемпионата СССР 1967 года
- 3-е место во второй группе чемпионата Москвы 1970 года